# NGC 5170
NGC 5170 (другие обозначения — MCG −3-34-84, IRAS13271-1742, UGCA 360, PGC 47394, ESO 576-65, FGC 1626, PGC 47396) — спиральная галактика (Sc) в созвездии Дева.
Этот объект входит в число перечисленных в оригинальной редакции «Нового общего каталога».